# 만주보민회
만주보민회(滿洲保民會)는 일제강점기에 만주 지역에서 항일 세력에 대한 정보수집 및 조선인 사회 통제를 목적으로 결성된 친일단체이다. 보민회라고도 한다.

## 개요
만주보민회는 1920년 당시 일본 제국의 행정력이 미치지 않던 남만주 지역에서 일본 영사관의 지휘와 감독을 받으며 설립되었다. 만주 일대의 무장 항일 세력 파괴와 민간인에 대한 통제와 선전 활동이 주요 기능이다. 초대 회장은 최정규가 맡았다.
설립 목적은 1919년 3·1 운동 이후에 독립을 원하는 세력이 만주 지역에 집결하자 무장 조직화를 통해 이를 무력화시키고 귀순 공작을 벌이는 데 있었으나, 실질적인 측면에서는 농업 이민을 장려하고 만선일체(滿鮮一體, 만주와 조선은 하나)를 구현하는 역할을 하여 훗날의 만주국 창립이나 오족협화 이념과 연결 고리를 갖고 있었다. 일본 제국은 만주보민회를 통하여 만주 지역에 친일 세력을 광범위하게 이식하고, 대륙 정책 수행에 이주 조선인을 최대한 활용하였다.
최정규를 비롯하여 핵심 세력이 옛 일진회 출신들이라 일진회 및 제우교와 관련이 깊다. 경비는 일본 정부로부터 지원받고 관동군의 지휘를 받았다. 여성 밀정이며 이토 히로부미의 수양딸로 알려진 배정자가 이 단체 창립에 깊이 관여했다는 설도 있다.
보민회는 1920년 7월 김명봉, 박희광, 김광추, 김병현 등으로부터 습격 받아 큰 타격을 입었으며, 이 계기가 독립군 단체인 통의부가 조직되는 데 큰 영향을 미쳤다.

## 목표
만주보민회는 “재만선인 독립운동 기타 불평당배”를 전부 귀화시키는 것을 목적으로 삼았다. 불평당배에는 상하이에서 수립된 대한민국 임시 정부와 연계된 세력이 포함되었다.
초대 회장 최정규는 3·1 운동 이후 곳곳에 생겨난 독립 운동 단체의 이름을 열거하고, “그 기염이 점점 심해져 민생이 도탄에 빠진 연고로 만약 이것을 방임한다면 우리 조선민족은 반드시 멸망할 것이기 때문에” 만주보민회를 창립한다고 주장한 바 있다. 또한 일본 정부와 조선총독부에 다음과 같이 만주보민회의 의의를 설명한 건의서를 제출하였다.
현재 만주의 배일 기세는 대단하다. 부득이 조선인과 공존 공영을 할 수밖에 없다. 보민회가 그러한 역할을 할 것이다. 보민회는 이주 한인을 마적 및 독립단의 횡포로부터 보호해 준다.

## 조직과 활동
설립 당시에는 싱징에 본부가 설치되었다가 1921년에 펑톈으로 이동했다. 남만주 곳곳의 현에는 지부를 두었다.
일본 외무성과 조선총독부와 유기적인 관계를 유지하며 경찰이 공식적으로 수행할 수 없는 밀정 활동을 실행했다. 특히 만주보민회 조사원을 동원하여 각 현에 지부를 설치하는 과정에서 만주로 이주한 조선인을 일본 제국의 통제 하에 두고, 항일 세력과는 이간하는 활동을 벌였다.
일본군이 항일 세력 탄압을 위해 출정할 때 길을 안내하는 역할을 맡았다. 만주보민회 회원이 직접 무기를 휴대하고 항일 단체를 수색하는 일도 있었다. 이 과정에서 살인과 방화를 저지르기도 했다. 공로를 인정받은 회원은 1924년에 만주보민회가 해산될 때 해산분배금을 받았다.
남만주에서 만주보민회의 활동을 직접 목격한 김일성은 회고록에서 이 단체를 “친일단체의 주구배들”이라고 지칭한 바 있다.

## 주요 인물
- 배정자(1870 ~ 1952) : 총본부 고문
- 양정묵(1875 ~ ?) : 총본부 부회장
- 최정규(1881 ~ 1940) : 본부 회장
- 이인수(? ~ ?) : 본부 회장
- 장지량(? ~ ?) : 부총재, 부회장
- 이정근(? ~ ?) : 본부 간사, 조사주임
- 이해수(? ~ ?) : 북만주총지부 회장, 본부 간사
- 이완구(? ~ ?) : 지안(輯安, 집안)지부 회장
- 주림(? ~ ?) : 창바이(長白, 장백)지부 회장
- 이동성(1872 ~ ?) : 퉁화(通化, 통화)지부 회장
- 백형린(1879 ~ 1925) : 싱징(興京, 흥경)지부 회장
- 박원식(? ~ 1924) : 싱징(興京, 흥경)지부 간사, 본부 조사원
- 김은성(? ~ ?) : 싱징(興京, 흥경)지부 부회장, 본부 총무, 싱징(興京, 흥경)지부 회장
- 김유영(1869 ~ ?) : 싱징(興京, 흥경)지부 고문
- 박봉순(? ~ ?) : 환런(桓仁, 환인)지부 간사
- 엄주익(? ~ ?) : 본부 조사원, 콴뎬(寬甸, 관전)지부 회장
- 김용국(? ~ ?) : 콴뎬(寬甸, 관전)지부 회장
- 김경환(? ~ ?) : 콴뎬(寬甸, 관전)지부 간사

## 같이 보기
- 일진회
- 제우교

## 참고 자료
- 김주용 (2004년 10월). “滿洲保民會의 설립과 '鮮滿一體化'”. 《한일관계사연구》 (제21집): 187~224쪽.
- 친일반민족행위진상규명위원회 (2007년 12월). 〈최정규〉 (PDF). 《2007년도 조사보고서 II - 친일반민족행위결정이유서》. 서울. 2284~2304쪽. 발간등록번호 11-1560010-0000002-10. [깨진 링크(과거 내용 찾기)]